# Оле Сеев
Йохан Олов «Оле» Сеев (швед. Johan Olov Sääw; нар.26 січня 1928 — пом.27 серпня 2015) — шведський футболіст та гравець у хокей з м'ячем та хокей із шайбою, чемпіон Зимових Олімпійських ігор 1952 року.

## Біографія
Оле Сеев дебютував у складі Еребру СК 1 січня 1946 року у матчі проти «Вестероса». Разом з клубом він п'ять разів вигравав Чемпіонат Швеції з хокею з м'ячем. У складі збірної Швеції став олімпійським чемпіоном у 1952 році. Через два роки у Москві відбувся міжнародний турнір, метою якого була уніфікація правил хокею з м'ячем. Оле Сеев був включений до збірної, для якої цей турнір виявився успішним. У фіналі збірна Швеції сенсаційно перемогла хазяїв з рахунком 2:1, переможний м'яч забив Оле Сеев. У Москві шведський спортсмен придбав «бобровський шолом», котрий згодом став його символом. Оле Сеев захищав кольори країни на першому Чемпіонаті світу з хокею з м'ячем, де команда посіла останнє третє місце. В матчі зі збірною СРСР Оле Сеев забив м'яч у ворота майбутніх чемпіонів. Наступний чемпіонат світу пройшов без Оле Сеева, його не включили до складу збірної. Але він взяв участь у Чемпіонаті світу 1965 року, де шведська збірна завоювала бронзові нагороди, випередивши збірну Норвегії. Закінчив кар'єру у 1967 році, після перемоги у фіналі першості країни над ІФ Гота. Мав прізвисько «Містер Банді».
Був нагороджений Stora Grabbar, найвищою відзнакою для шведських спортсменів. У списку гравців хокею з м'ячем знаходиться під номером 83.
У 2012 році Оле Сеева було включено у Зал слави хокею з м'ячем.
Також він грав у футбол за Еребру СК. Клуб виступав у другій лізі, доки не піднявся в 1960 році у вищій дивізіон, Аллсвенскан. У чемпіонаті Швеції зіграв 155 матчів та забив 2 голи.
Рекордсмен за кількістю матчів проведених у складі Еребру СК, всього у трьох видах спорту зіграв більше тисячі ігор.

## Нагороди
- Чемпіон Швеції: 1955, 1957, 1958, 1965, 1967
- Олімпійський чемпіон: 1952
- Бронзовий призер чемпіонату світу: 1957, 1963
- Stora Grabbar № 83
- Золота медаль Еребру СК[5]